# (290129) Rátzlászló
(290129) Rátzlászló est un astéroïde de la ceinture principale.

## Description
(290129) Rátzlászló est un astéroïde de la ceinture principale. Il fut découvert le 31 août 2005 à Piszkéstető par Krisztián Sárneczky et Zoltán Kuli. Il présente une orbite caractérisée par un demi-grand axe de 3,06 UA, une excentricité de 0,22 et une inclinaison de 11,1° par rapport à l'écliptique.